# 鹎科
鵯鳥是鵯科（学名：Pycnonotidae）的成員，是中等體型的雀形目鳴禽。牠們遍佈於大部分的非洲大陸並延伸到中東地區，在熱帶亞洲至印度尼西亞地區，向北至日本列島。一些島嶼種（英語：insular species，或譯隔離種、孤立種）分布於印度洋中的熱帶島嶼。藉由生物分類法，牠們可被歸類於32個屬之下的160個種。雖然在廣泛的棲息地中發現了不同的成員物種，但在非洲的成員物種主要存在於雨林中，而亞洲的成員物種主要分佈在較開闊的地區。

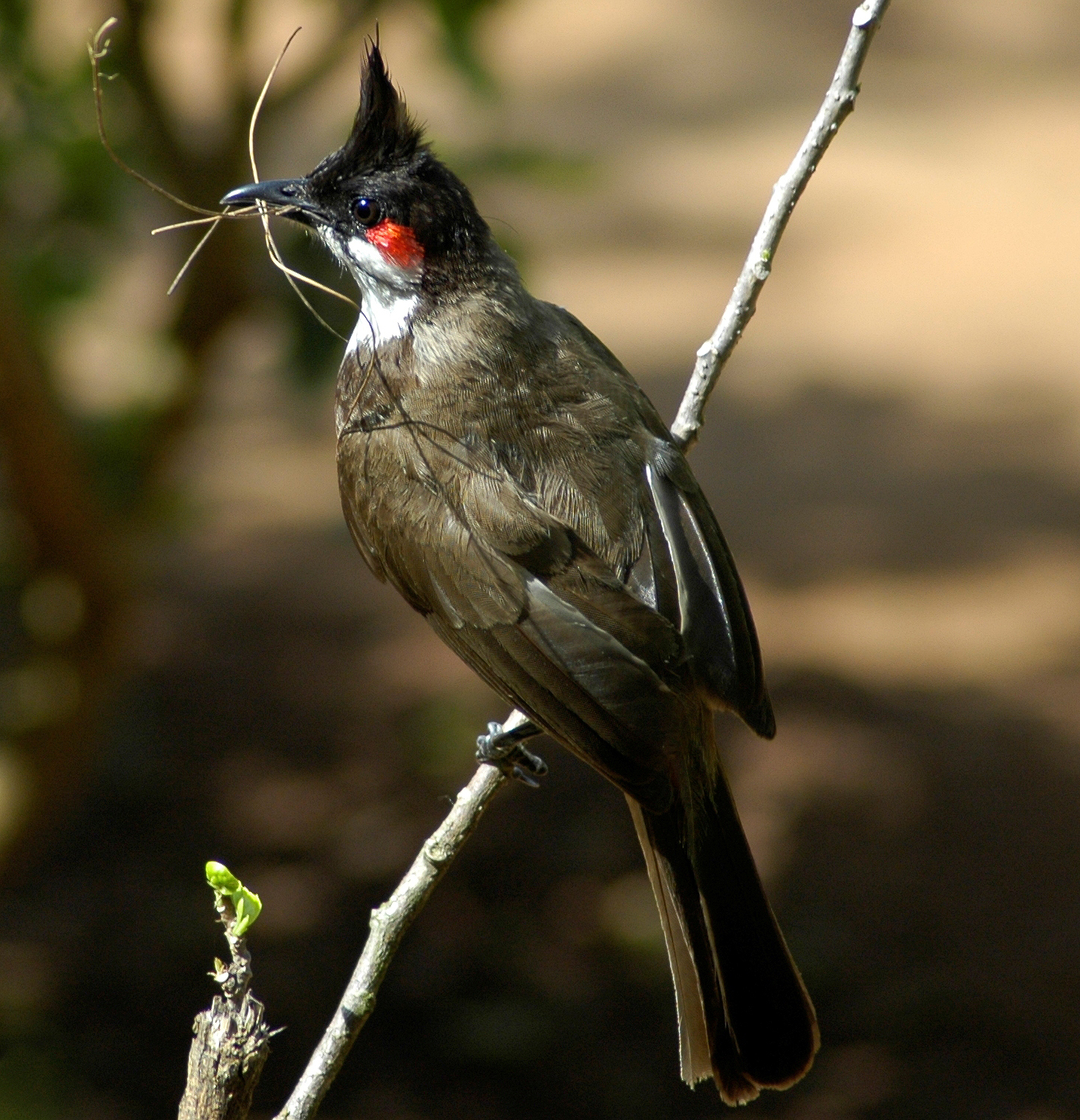
紅耳鵯（學名：Pycnonotus jocosus），又名紅頰鵯，俗名高髻冠、高雞冠、高冠鳥、黑頭公、紅屎忽等，原產於亞洲熱帶，後來作為觀賞鳥被引入全球各地。

## 描述
牠們普遍頸部較短、體型修長、尾部長、翅短且形狀偏圓滑，且大多喙較細長、末端微呈鉤狀。大致上來說，雄性與雌性體型相似，儘管雌性經常略小。
牠們是高度透過鳴聲溝通的鳥類。

## 行為與生態

### 繁殖
牠們一般呈單配偶制。一些成員物種有共同育幼（英語：alloparenting）的現象，沒有生育後代的個體，經常是年輕且較早出生的，會協助優勢繁殖對（英語：dominant breeding pair）撫育後代。 多達五個有斑點的蛋產在開放的樹巢中，並由雌性孵化。孵化期通常持續11到14天，雛鳥在12至16天後長出羽翼。

### 食性
牠們的營養來源範圍很廣，從水果到種子、花蜜、小昆蟲和其他節肢動物，甚至小型脊椎動物。大多成員物種都以水果類植物之根、芽、堅果和種子為主食，並以一些昆蟲為補充。生活在開闊原野的成員物種傾向雜食，然而有顯著的少數成員物種傾向攝取特定食物，尤其是在非洲。

### 引用
1. ↑  Fishpool & Tobias 2005，第151頁.
2. ↑  Fishpool & Tobias 2005，第154–155頁.